# Holzbrücke bei Essing
Die Holzbrücke bei Essing ist eine Spannbandbrücke, die bei Essing in der Nähe von Kelheim Fußgänger und Fahrradfahrer über den Main-Donau-Kanal führt. Die nach sieben Planungsjahren 1986 errichtete Brücke war mit 189,91 m die längste Holzbrücke Europas, bis sie 2006 vom Drachenschwanz in Ronneburg abgelöst wurde. Speziell an der vor Ort als Tatzelwurm bezeichneten Brücke ist die Verwendung von Brettschichtholz als Spannband.

## Anfertigung und Zahlen
Der Entwurf der Brücke stammt von Richard Johann Dietrich, statische Berechnungen wurden von Heinz Brüninghoff und der Technischen Universität München durchgeführt, Modelle wurden angefertigt und unter anderem im Windkanal getestet.
Die komplexe Statik des Bauwerks und die Verwendung von Holz auch für die hoch zugbelasteten Hauptträger wurden 1988 mit dem bayerischen Ingenieurholzbaupreis Bayern gewürdigt. Die neun als Spannbänder ausgeführten 200 Meter langen Hauptträger haben jeweils einen Querschnitt von 22 × 65 cm. Da sie zwischen den Stützkonstruktionen frei hängend der Seilzuglinie folgen, werden sie überwiegend auf Zug belastet. Die Träger wurden in 40 m langen Teilstücken angeliefert und vor Ort per Keilzinkung verleimt. Dadurch wird erreicht, dass die Brücke einer Nutzlast von 500 Kilogramm pro Quadratmeter standhält. Die Baukosten betrugen rund vier Millionen D-Mark.
Die Brücke hat vier Felder mit Spannweiten von 31 + 32 + 74 + 35 m. Sie ist insgesamt 3,4 m breit, ihr Geh- und Radweg ist 3,1 m breit.
Obwohl die Brücke über der Mitte der Fahrrinne des Main-Donau-Kanals am tiefsten durchhängt, weist sie an dieser Stelle (353,60 m ü NHN) noch eine Durchfahrtshöhe von 7,0 m über dem „Höchsten schiffbaren Wasserstand“ (HSW) auf.
Feuchtigkeitsbedingte Pilzschäden an der Holzkonstruktion erforderten Anfang des 21. Jahrhunderts die Instandsetzung der betroffenen Stellen.

## Lage
Das Bauwerk überspannt den Main-Donau-Kanal und eine Umgehungsstraße. Sie dient überwiegend Fußgängern und Radfahrern, kann im Bedarfsfall aber auch mit Kraftfahrzeugen befahren werden. Aufgrund ihrer geschwungenen Form, der sie auch ihren lokal verwendeten Namen Tatzelwurm verdankt, fügt sich die Brücke elegant in das Landschaftsbild des Altmühltals ein.

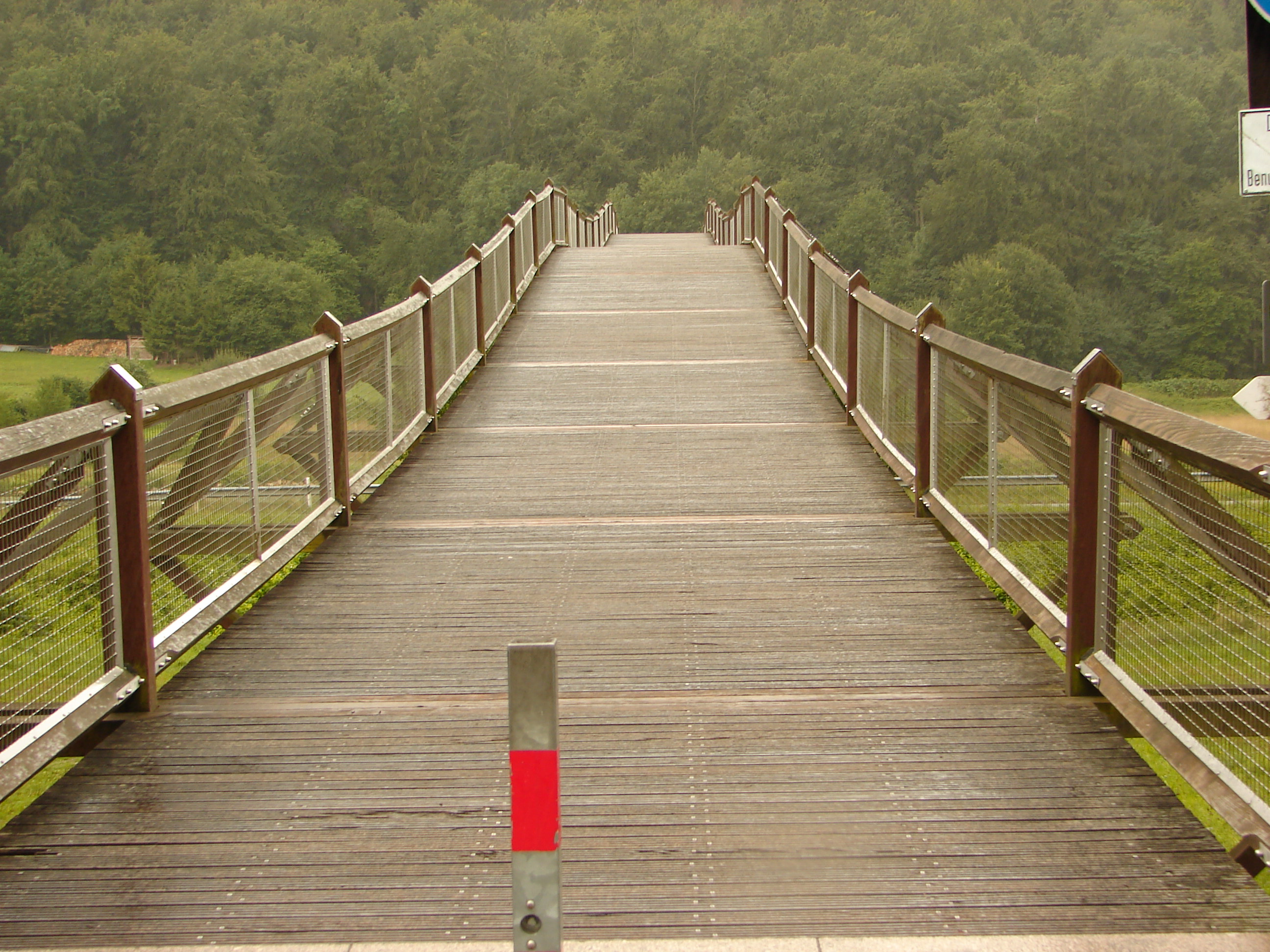
Fahrbahn
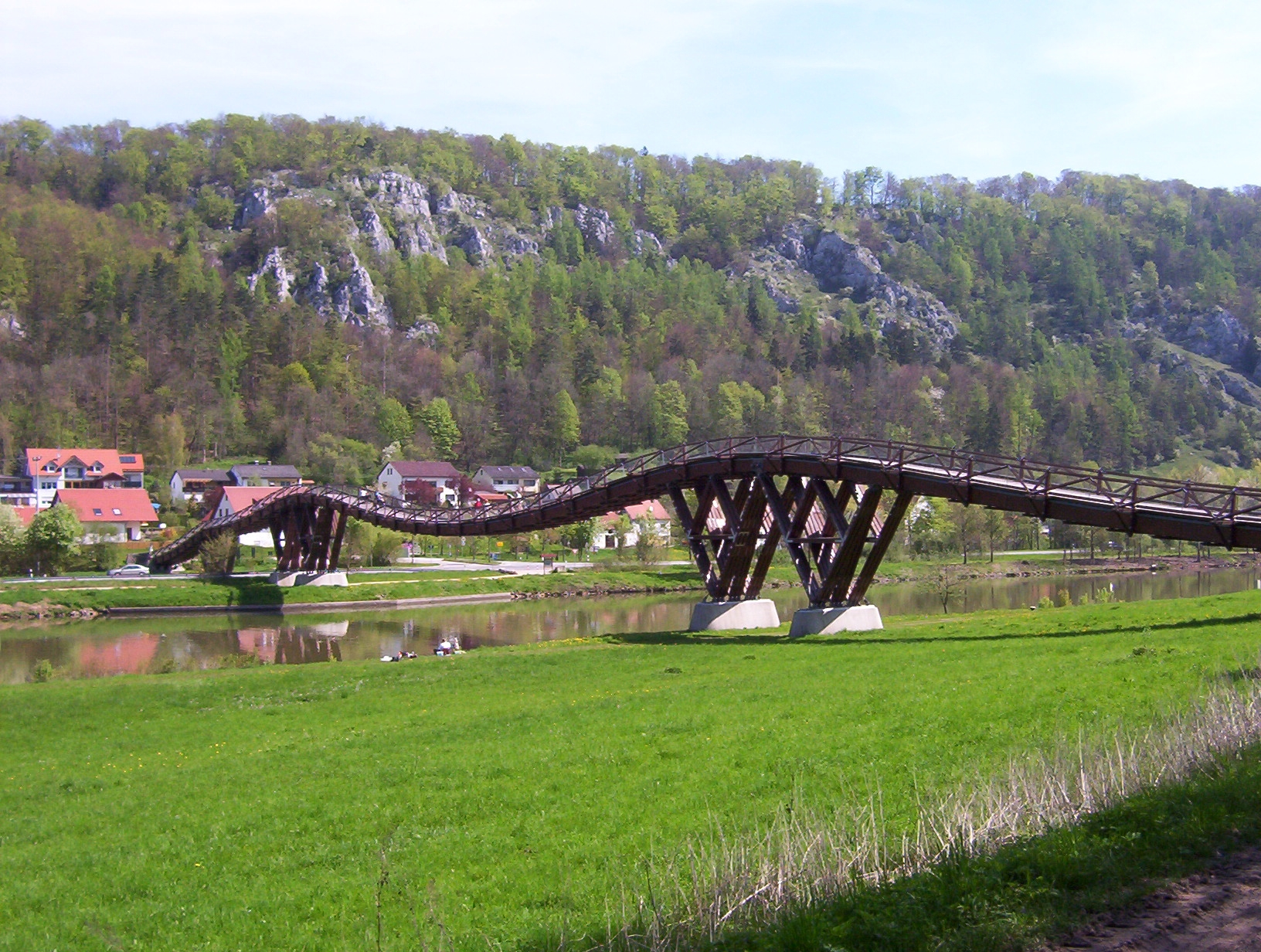
Blick vom südwestlichen Ufer